# Sondersdorf
Sondersdorf là một xã trong vùng Grand Est, thuộc tỉnh Haut-Rhin, quận Altkirch (quận), tổng Ferrette. Tọa độ địa lý của xã là 47° 29' vĩ độ bắc, 07° 20' kinh độ đông. Sondersdorf nằm trên độ cao trung bình là 510 mét trên mặt nước biển, có độ cao thấp nhất là 444 mét và độ cao nhất là 784 mét. Xã có diện tích 8,44 km², dân số vào thời điểm 1999 là 317 người; mật độ dân số là 37 người/km². Xã láng giềng về phía bắc là Bouxwiller, về phía đông là Raedersdorf.

## Thông tin nhân khẩu
| 1962 | 1968 | 1975 | 1982 | 1990 | 1999 |
| ---- | ---- | ---- | ---- | ---- | ---- |
| 282  | 297  | 296  | 307  | 300  | 317  |